# Trà Nam
Trà Nam là một xã thuộc huyện Nam Trà My, tỉnh Quảng Nam, Việt Nam.

## Địa lý
Xã Trà Nam là xã nằm ở phía tây nam của huyện Nam Trà My, có vị trí địa lý:
- Phía đông giáp xã Trà Don
- Phía tây giáp xã Trà Linh
- Phía nam giáp tỉnh Kon Tum
- Phía bắc giáp xã Trà Cang.

Xã Trà Nam có diện tích 94,40 km², dân số năm 2019 là 3.326 người, mật độ dân số đạt 35 người/km².

## Hành chính
Xã được chia thành 5 thôn: 1, 2, 3, 4, 5.

## Lịch sử
Xã Trà Nam là một xã của huyện Nam Trà My từng là một phần của huyện Trà My cũ được tái lập vào ngày 10/8/2003 tại Nghị định 72/2003/NĐ-CP ngày 20/6/2003 của Chính phủ.